# Cavetown (músico)
Robin Daniel Skinner (nascido em 15 de dezembro de 1998), conhecido profissionalmente como cavetown (estilizado em letras minúsculas) é um cantor e compositor inglês, produtor musical e youtuber. Seu estilo combina elementos de rock indie, pop indie e bedroom pop com batidas suaves de ukulele. Em maio de 2021, ele acumulou mais de 6 milhões de streamers mensais no Spotify. Seu canal no YouTube, que ele começou em novembro de 2012, fica em 1,66 milhões de assinantes e 228,1 milhões de visualizações de vídeo em maio de 2021.

## Vida e carreira

### Início da vida
Robin Daniel Skinner nasceu em 15 de dezembro de 1998, em Oxford, Inglaterra. Seu interesse pela música foi inspirado por seu pai, David Skinner, musicólogo e diretor de coral, que o ensinou a tocar violão aos oito anos de idade. Sua mãe é flautista barroca profissional e professora de música. Ele frequentou o Parkside Community College de 2010 a 2015 e o Hills Road Sixth Form College até 2017.

### 2012-2015: YouTube e Bandcamp
Robin iniciou seu canal no YouTube em novembro de 2012 e carregou seu primeiro vídeo, uma música original chamada "Haunted Lullaby", em outubro de 2013. A primeira música que Robin escreveu e gravou foi "Rain" em 2013. Logo depois, Skinner começou a lançar músicas para o Bandcamp com seu primeiro álbum, Everything Is Made of Clouds, aos 14 anos. Skinner lançou Gd Vibes, Nervous Friends // Pt. 1, Balance (com a nomeclatura brother) e Everything is Made of Stars no Bandcamp nos dois anos seguintes. Os críticos expressaram que sentiram "a aceitação da ignorância" em Gd Vibes. Skinner lançou seu single de estreia "This Is Home" em agosto de 2015, antes de lançar seu primeiro álbum autointitulado em novembro de 2015. Os críticos descreveram o álbum Cavetown como "uma mistura eclética de acústico e eletrônico". Skinner continuou a publicar covers de músicas em seu canal do YouTube de artistas como Pinegrove, Twenty One Pilots e Joji.

### 2016–2018:16/04/16eLemon Boy
Em 2016, Skinner lançou seu segundo álbum de estúdio, 16/04/16. O álbum inclui uma mistura de "bedroom pop quente e melódico" e "rock indie lo-fi". O álbum foi dedicado ao amigo de infância de Skinner, Jack Graham, que morreu de leucemia na data titular do álbum. 60% dos lucros do álbum foram doados para a Cancer Research UK.
Em abril de 2017, ainda no Sixth Form College, Skinner chegou à final do Cambridge Band Competition, ganhando o Best Acoustic Act e o Kimberley Rew Award for Songwriting, e tocou na Strawberry Fair em junho de 2017. Em 2018, ele lançou seu terceiro álbum, Lemon Boy. Em agosto de 2020, a faixa-título do álbum acumulou 54 milhões de streams no Spotify e 15 milhões de visualizações no YouTube.

### 2019–2020:Animal KingdomeSleepyhead
Em 2019, Skinner lançou cinco singles divididos que foram posteriormente compilados no Animal Kingdom, uma mixtape de dez faixas incluindo covers e singles originais com participações especiais de Sidney Gish, Simi, Chloe Moriondo e Spookyghostboy. Ele produziu o single "Prom Dress" de Mxmtoon, que ganhou mais de 152 milhões de streams no Spotify e foi usado em mais de 100.000 vídeos na plataforma de compartilhamento de vídeos TikTok. O single foi apresentado no álbum de estreia da Mxmtoon, The Masquerade, que também foi totalmente produzido por Skinner. Skinner se apresentou no Palco Acústico no Victorious Festival em agosto de 2019. Ele assinou com a Sire Records em 2019, onde lançou o single "Telescope" antes de seu próximo álbum, mais tarde anunciado como Sleepyhead. Skinner embarcou em uma série de turnês mundiais com ingressos esgotados em outubro de 2019. Ele tocou em turnê em 31 locais nos Estados Unidos e 15 locais no Reino Unido no espaço de quatro meses. Ele foi acompanhado por Hunny e Mxmtoon para alguns shows na turnê pelo Reino Unido, bem como Field Medic e Chloe Moriondo para alguns shows na turnê pelos Estados Unidos. Em outubro de 2019, Skinner anunciou sua turnê como atração principal ao longo da costa leste da Austrália, que aconteceu em Janeiro de 2020 onde esteve acompanhado por Spookyghostboy.
Em 2020, Skinner lançou seu álbum de estreia em uma grande gravadora, Sleepyhead, e apareceu na série Recording Academy's Sessions em apoio ao MusiCares. Ele cancelou a turnê de apoio ao Sleepyhead devido à pandemia de COVID-19 em junho de 2020. Em julho de 2020, Skinner colaborou com Tessa Violet no single "Smoke Signals" e anunciou o lançamento de sua linha de roupas unissex Cave Collective.

### 2021-presente:Man's Best Friendeworm food
Em junho de 2021, Skinner lançou seu EP Man's Best Friend, que alcançou 59,5 milhões de reproduções no Spotify e foi acompanado pelos singles Sharperner, Ur Gonna Wish U Belived Me, Paul e Let Me Feel Low que conta com a partipação de Miloe. Na turnê de estreia do albúm, Robin passou por cidades latinas pela primeir vez como em Guadalajara, no México; Buenos Aires, na Argentina; Santiago, no Chile e em São Paulo, acompanhado por Spookyghostboy. Robin conta que esse EP nasceu de um experiência crua durante a pandemia após voltar para as atividades artísticas devido um pausa para cuidar da sua saúde mental.
Em novembro de 2022, lançou worm food, álbum com estética cottagecore, com singles como frog, fall in love with girl (com a participação de Beabadoobee) e 1994. Além disso, conta com a música a kind thing to do, junto a participação de Vic Fuentes, vocalista do Pierce The Veil, banda cujo Robin fazia covers no início da carreira. Na entrevista feita pela Rock Sound, Cavetown fala sobre como cresceu ouvindo Pierce The Veil e que admira muito Vic Fuentes. O albúm apresenta mais uma colaboração com a Chloe Moriondo, a múscica grey space. Entre esse albúm e o EP Men' Best Friend lançou singles como Trying To Not Cry (como artista covidado por Kina e seu remix de rock alternativo autoral Grocery Store), squares, y 13 e Struck By Lightning (como artista convidado por Sara Kays).

## Discografia

### Álbuns de estúdio
| Título     | Detalhes do álbum | Pico no gráfico de posições | Pico no gráfico de posições | Pico no gráfico de posições |
| Título     | Detalhes do álbum | UK                          | US Heat                     | US Folk                     |
| ---------- | --- | --------------------------- | --------------------------- | --------------------------- |
| Cavetown   | - Lançamento: 9 de novembro de 2015 - Gravadora: Lançamento independente - Formato: Download digital, streaming, vinil     | —                           | —                           | —                           |
| 16/04/16   | - Lançamento: 15 de agosto de 2016 - Gravadora: Lançamento independente - Formato: Download digital, streaming, vinil      | —                           | —                           | —                           |
| Lemon Boy  | - Lançamento: 1º de janeiro de 2018 - Gravadora: Lançamento independente - Formato: CD, Download digital, streaming, vinil | —                           | —                           | —                           |
| Sleepyhead | - Lançamento: 27 de março de 2020 - Gravadora: Sire Records - Formato: CD, cassette, Download digital, streaming, vinil    | 52                          | 12                          | 16                          |
| worm food  | - Lançamento: 4 de novembro de 2022 - Gravadora: Sire Records - Formatoo: CD, cassette, Download digital, streaming        | 39                          | —                           | —                           |

### Extended plays
| Título            | Detalhes | Pico no gráfico de posições |
| Título            | Detalhes | US Heat. ENC                |
| ----------------- | --- | --------------------------- |
| Dear.             | - Lançamento: 29 June 2018 - Gravadora: Triple Crown Records - Formato: CD, Download digital, streaming, vinil | 6                           |
| Man's Best Friend | - Lançamento: 4 June 2021 - Gravadora: Sire Records - Formato: Download digital, streaming, vinil              | —                           |

### Compilações
| Título         | Detalhes                                                                                                   |
| -------------- | --- |
| Animal Kingdom | - Lançamento: 12 de abril de 2019 - Gravadora: Oat Milk - Formatos: Download digital, streaming, CD, vinil |

### Singles
Como artista principal
| Ano  | Título                                                      | Certificações              | Álbum/EP                |
| ---- | ----------------------------------------------------------- | -------------------------- | ----------------------- |
| 2015 | "Devil Town"                                                | - BPI: Silver - RIAA: Gold | Cavetown                |
| 2015 | "This is Home"                                              | - RIAA: Gold               | Single sem álbum        |
| 2018 | "Lemon Boy"                                                 | - RIAA: Gold               | Lemon Boy               |
| 2018 | "Just Add Water"                                            |                            | Dear.                   |
| 2018 | "Juliet"                                                    |                            | Animal Kingdom: Sandy   |
| 2018 | "Boys Will Be Bugs"                                         | - RIAA: Gold               | Animal Kingdom: Comet   |
| 2019 | "Advice"                                                    |                            | Animal Kingdom: Ash     |
| 2019 | "Self Control" (Frank Ocean cover)                          |                            | Animal Kingdom: Shells  |
| 2019 | "Hug All Ur Friends"                                        |                            | Animal Kingdom: Jackson |
| 2019 | "Home"                                                      |                            | Single sem álbum        |
| 2019 | "Feb 14"                                                    |                            | Sleepyhead              |
| 2019 | "Telescope"                                                 |                            | Sleepyhead              |
| 2019 | "Things That Make It Warm"                                  |                            | Sleepyhead              |
| 2019 | "You've Got a Friend in Me" (cover de Randy Newman)         |                            | Single sem álbum        |
| 2020 | "Sweet Tooth"                                               |                            | Sleepyhead              |
| 2020 | "I Miss My Mum"                                             |                            | Sleepyhead              |
| 2020 | "Smoke Signals" (feat. Tessa Violet)                        |                            | Single sem álbum        |
| 2020 | "Sharpener"                                                 |                            | Man's Best Friend       |
| 2021 | "Sharpener's Calling Me Again" (feat. Kina)                 |                            | Single sem álbum        |
| 2021 | "Paul" (cover de Big Thief)                                 |                            | Man's Best Friend       |
| 2021 | "Ur Gonna Wish U Believed Me"                               |                            | Man's Best Friend       |
| 2021 | "Teenage Dirtbag" (feat. chloe moriondo) (cover de Wheatus) |                            | Single sem álbum        |
| 2022 | "squares"                                                   |                            | squares / y 13          |
| 2022 | "y 13"                                                      |                            | squares / y 13          |
| 2022 | "Fall in Love with a Girl" (feat. Beabadoobee)              |                            | Worm Food               |
| 2022 | "Grocery Store"                                             |                            | Single sem álbum        |
| 2022 | "1994" and "Frog"                                           |                            | Worm Food               |

Como artista convidado
| Ano  | Título                                      | Álbum/EP              |
| ---- | ------------------------------------------- | --------------------- |
| 2018 | "Devil Town" (com Kevin Devine)             | Devinil Splits No. 11 |
| 2020 | "Is Your Bedroom Ceiling Bored?” (com Sody) | Single sem álbum      |
| 2020 | "Lemons" (Com Brye)                         | Single sem álbum      |
| 2021 | "Struck by Lighting" (com Sara Kays)        | Single sem álbum      |
| 2021 | "Trying Not to Cry" (Com Kina)              | Single sem álbum      |

### Lançamentos do Bandcamp
como Cavetown
- Everything Is Made of Clouds (2013)
- Gd Vibes (2014)[65]
- Covers (2015)[66]
- Youtube covers (2015)
- Nervous Friends // Pt. 1 (2015)
- Everything Is Made of Stars (2015)

como brother
- balance (2015)[68]
- not anywhere (alex g cover) (2018)[69]
- bny rabit (2018)[70]
- i want to meet your dog (2018)[71]
- Hate (2019)[72]